# Serenata rap
Serenata rap è un singolo del cantautore italiano Jovanotti, pubblicato il 15 gennaio 1994 come secondo estratto dal sesto album in studio Lorenzo 1994.
Nel 2000, il brano venne inserito all'interno della raccolta Lorenzo live - Autobiografia di una festa e collocato nel primo disco.

## Video musicale
Il videoclip, girato all'interno del quartiere Pilastro di Bologna, mostra Jovanotti che compare su un ponteggio per lavare i vetri di un grattacielo, cantando alla sua bella «Affacciati alla finestra amore mio...».

## Tracce
CD Maxi Single
1. Serenata Rap – 5:11
2. Penso Positivo (DFC Team remix) – 6:15
3. Penso Positivo (Fargetta remix) – 5:26
4. Penso Positivo (Molella remix) – 4:53